# 青野町 (東近江市)
青野町（あおのちょう）は、滋賀県東近江市にある地名。

## 地理
東近江市の南東部に位置し、永源寺地域に属している。

## 歴史
- 2005年（平成17年）2月11日 - 八日市市、神崎郡永源寺町・五個荘町、愛知郡愛東町・湖東町と合併し東近江市が発足。永源寺町大字山上の一部を分離し、青野町を設置[1]。

## 世帯数と人口
2019年（令和元年）9月1日現在の世帯数と人口は以下の通りである。
| 町丁   | 世帯数  | 人口  |
| ------ | ------- | ----- |
| 青野町 | 201世帯 | 574人 |

### 人口の変遷
国勢調査による人口の推移。
| 2010年（平成22年） | 584人 | [ 6 ] |  |
| 2015年（平成27年） | 569人 | [ 7 ] |  |

### 世帯数の変遷
国勢調査による世帯数の推移。
| 2010年（平成22年） | 186世帯 | [ 6 ] |  |
| 2015年（平成27年） | 190世帯 | [ 7 ] |  |

## 学区
市立小・中学校に通う場合、学区は以下の通りとなる。
| 番・番地等 | 小学校               | 中学校                 |
| ---------- | -------------------- | ---------------------- |
| 全域       | 東近江市立山上小学校 | 東近江市立永源寺中学校 |

## 交通
- 国道421号

## その他

### 日本郵便
- 郵便番号 : 527-0232[4]（集配局：永源寺郵便局[9]）。